# Zwergtäubchen
Das Zwergtäubchen (Columbina minuta) ist eine Art der Taubenvögel, die zur Unterfamilie der Amerikanischen Kleintauben gerechnet wird. Die Art kommt in mehreren Unterarten in Mittel- und Südamerika vor und gilt als in ihrem Bestand nicht gefährdet.

## Erscheinungsbild
Das Zwergtäubchen erreicht eine Körpergröße von 15 Zentimetern. Es ist damit eine der kleinsten Taubenarten der Gattung Columbina und gilt als eine der kleinsten Taubenarten überhaupt. In seiner Gefiederfärbung gleicht es dem Sperlingstäubchen sehr, allerdings fehlen dieser Art die schwarzen Tupfen an den Halsseiten und an der Brust.
Das Gefieder an Kopf und Nacken ist blaugrau. Die Körperoberseite ist matt graubraun. Die Flügel sind etwas rötlicher. Die Körperunterseite ist hell weinrötlich. Der Schnabel ist schwarz. Die Füße sind rötlich.

## Verbreitung und Lebensweise
Das Verbreitungsgebiet des Zwergtäubchens ist sehr disjunkt. Populationen kommen im Süden von Mexiko, im Küstengebiet von Guatemala, El Salvador und Belize vor. Die Art fehlt dagegen in Honduras, kommt dagegen in Nicaragua wieder vor. Costa Rica sowie Panama und der Westen von Kolumbien werden gleichfalls besiedelt. Ein weiteres Verbreitungsgebiet erstreckt sich über den Osten Brasiliens, Boliviens, Paraguay und den Nordosten von Argentinien. Eine weitere Population kommt vom Südwesten Ecuadors bis nach Peru vor. Zwergtäubchen sind in Mittelamerika in Höhenlagen bis 750 Meter über NN. anzutreffen. In Peru dagegen werden auch Höhen von 2.100 Meter besiedelt.
Der Lebensraum des Zwergtäubchens ist trockene Savanne, subtropische bis tropische aride Strauchsavanne, subtropisches bis tropisches Grasland, saisonales tropisches bis subtropisches Schwemmland und lichte Sekundärwälder. Während des Tages hält sich das Zwergtäubchen am Boden auf und läuft eher, als dass es auffliegt. Nachts dagegen baumt es auf. Das Nahrungsspektrum besteht aus Sämereien. Die Fortpflanzungszeit ist abhängig vom jeweiligen Verbreitungsgebiet. In Venezuela brütet das Zwergtäubchen beispielsweise ganzjährig. Der Höhepunkt der Brutzeit fällt jedoch in den Zeitraum April bis November. Das Nest ist sehr fragil und wird auf dem Boden oder niedrig im Unterholz errichtet. Das Gelege besteht aus zwei weißen Eiern. Die Brutzeit beträgt 13 bis 14 Tage. Die Jungvögel sind nach zwölf bis vierzehn Tagen flügge.

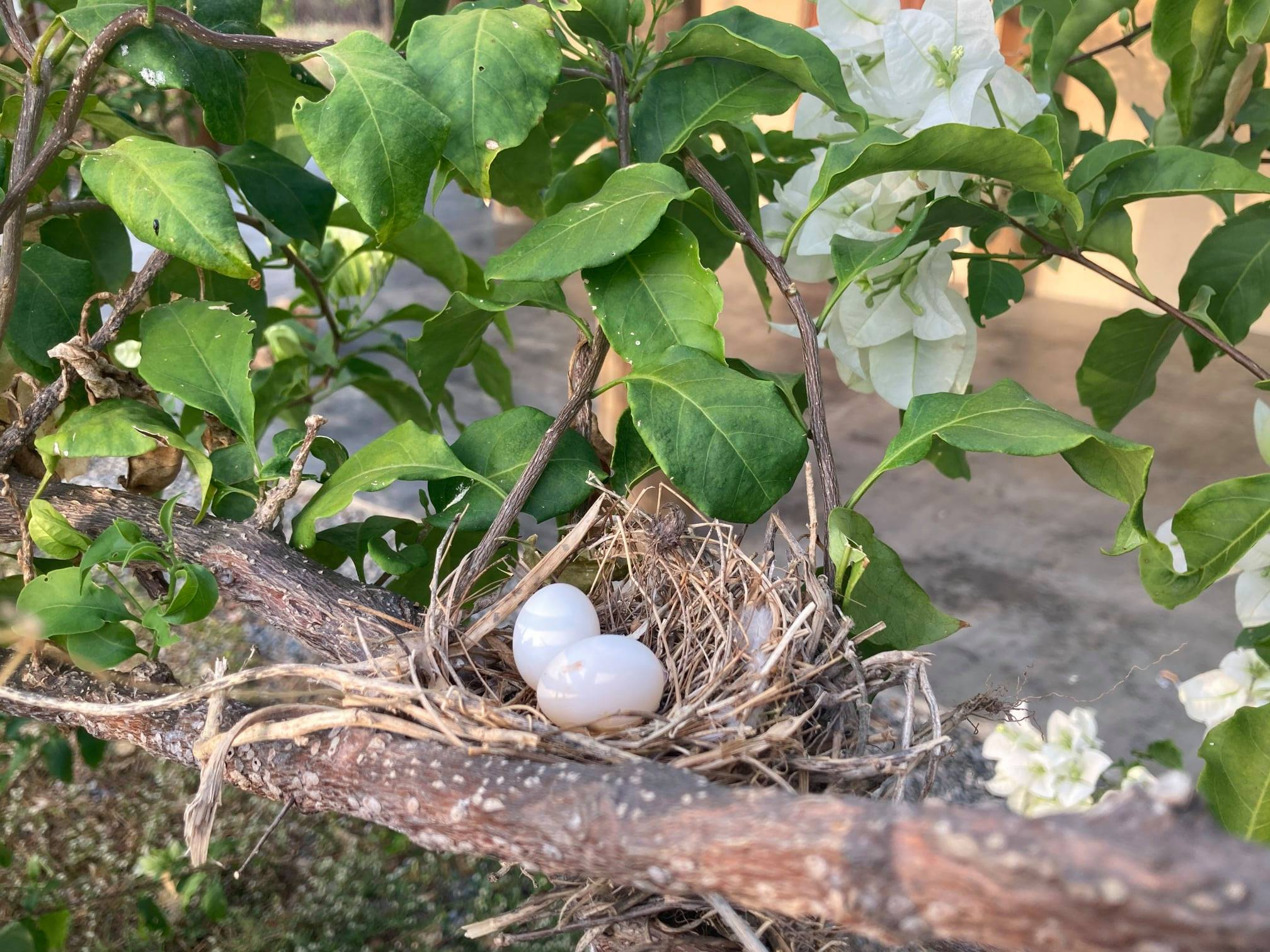
Gelege im brasilianischen Sertão
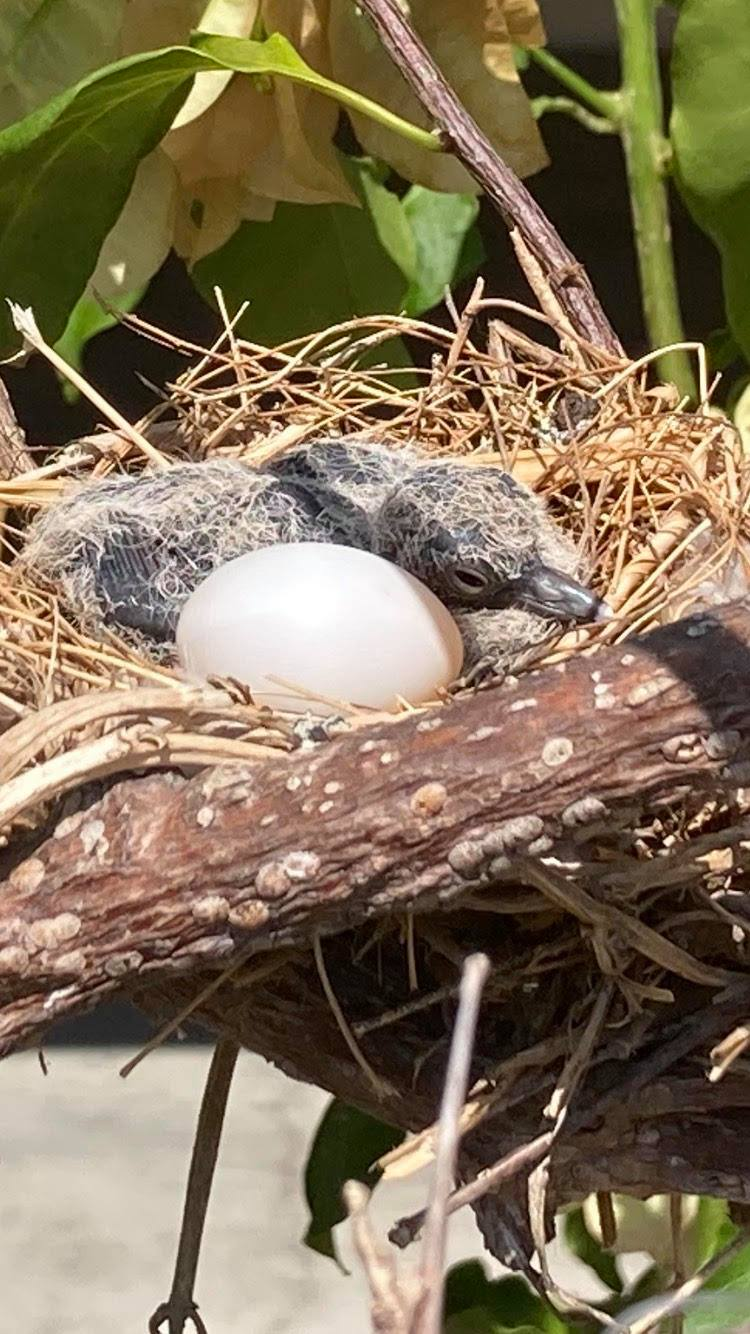
Geschlüpftes Küken

## Unterarten
Es sind folgende Unterarten bekannt:
- Columbina minuta interrupta (Griscom, 1929)[7] kommt im südlichen Mexiko über Belize, Guatemala bis Nicaragua vor.
- Columbina minuta elaeodes (Todd, 1913)[8] ist von Costa Rica über Panama ins  westliche zentrale Kolumbien verbreitet.
- Columbina minuta minuta (Linnaeus, 1766)[9] kommt im östlichen Kolumbien und Venezuela über die Guyanas das südliche Brasilien und das nordöstliche Argentinien vor.
- Columbina minuta amazilia (Bonaparte, 1855)[10] ist vom südwestlichen Ecuador bis ins nordwestliche Peru verbreitet.

## Etymologie und Forschungsgeschichte
Die Erstbeschreibung des Zwergtäubchens erfolgte 1766 durch Carl von Linné unter dem wissenschaftlichen Namen Columba minuta. Als Verbreitungsgebiet gab er irrtümlich Amerika an. 1825 führte Johann Baptist von Spix die für die Wissenschaft neue Gattung Columbina ein. Dieser Begriff leitet sich von lateinisch columbina, columba ‚Täubchen, Taube‘ Der Artname minuta leitet sich von lateinisch minutus, minuere ‚klein, klein machen‘. Elaeodes hat seinen Ursprung ελαιωδης, ελαια elaiōdēs, elaia für olivfarben, Olive und -οιδης -oidēs für ähnelnd, interrupta in lateinisch interruptus,  interrumpere ‚unterbrechen, abtrennen‘ Amazilia stammt aus einem Roman von Jean-François Marmontel, der in Les Incas, ou La destruction de l'empire du Pérou von einer Inkaheldin namens Amazili berichtet. Alfred Laubmann hatte ein Balg von der „2. Gran-Chaco-Expedition“ aus dem Bergland des Río Apa. Ein weiteres Weibchen stammte von Emil Weiske (1867–1950) und Berthold Krüger aus dem Departamento Concepción. Mit Paloma de la enana von Félix de Azara sah er einen weiteren Nachweis für die Art in Paraguay. Die Sperlingstäubchen-Unterart (Columbina passerina griseola Spix, 1825) sah er irrtümlich als Synonym zur Nominatform.

## Haltung in menschlicher Obhut
Das Zwergtäubchen wurde erstmals 1899 in Großbritannien gehalten. Die Erstzucht gelang 1908 im selben Land. Die Zucht gilt als nicht einfach, da die Art auf Störungen sehr sensibel reagiert. Diamanttäubchen werden häufig als Ammenvögel für die Zucht dieser Art verwendet.

## Belege